# Usiazj
Usiazj (belarusiska: Усяж) är ett samhälle i Belarus. Den ligger i distriktet Smaljavitjy rajon och voblasten Minsks voblast, i den centrala delen av landet, 30 km nordost om huvudstaden Minsk. Usiazj ligger 190 meter över havet och antalet invånare är 1 500.

## Natur och klimat
Terrängen runt Usiazj är platt. Närmaste större samhälle är Smaljavitjy, 7,8 km sydost om Usiazj.
Trakten runt Usiazj består till största delen av jordbruksmark. Runt Usiazj är det ganska glesbefolkat, med 34 invånare per kvadratkilometer.